# Wilhelm Hill
Johann Wilhelm Hill (Fulda (Hessen), 28 de març de 1838 - Homburg, (Sarre), 6 de juny, 1902) va ser un pianista i compositor alemany.

## Vida i obra
Wilhelm Hill va començar a estudiar piano i violí amb el seu pare als 6 anys. Es va dedicar incansablement a compondre als 14 anys. Des de maig de 1854 Hill va viure a Frankfurt del Main, on va ser deixeble de Heinrich Henkel i Johann Christian Hauff. Va fer la seva primera actuació de piano pública a Fulda l'any següent i va actuar a Frankfurt el gener de 1858.
A la dècada de 1880, Hill va ensenyar al Lindner Institute i a l'escola vocal de Julius Stockhausen. entre els seus alumnes hi havia Bernhard Sekles. La seva òpera Alona va ser guardonada amb el segon premi al concurs per a l'obertura de la nova òpera de Frankfurt el 1882. Es va casar amb Maria (Mary) Möhring el 1887 i poc després va contraure una malaltia ocular que va afectar la seva capacitat per ensenyar i compondre.
Va compondre dues òperes, un concert per a piano, música de cambra, composicions per a piano, obres corals i vocals, incloent nombroses cançons. Hill va guanyar popularitat a través de la cançó "Das Herz am Rhein" ("El cor del Rin"; publicada el 1866), que va ser cantada amb freqüència pel seu amic, el baríton Karl Hill. La cançó aviat va aparèixer en diversos arranjaments vocals i instrumentals i es va convertir en un repertori estàndard per als vocalistes i músics de l'època.
Hill va morir a Homburg, Sarre. Ell i la seva dona estan enterrats a Frankfurt Hauptfriedhof.

## Obres seleccionades
- Alona, Òpera romàntica en 3 actes (1882); llibret d'Otto Prechtler
- Jolanthe; basada en King René's Daughter d'Henrik Hertz

Concertant

- Concert en do sostingut menor per a piano i orquestra

Música de cambra

- Piano Trio No. 1 in D major, Op. 12 (1863)
- Notturno, Scherzo und Romanze per a viola i piano, Op. 18 (1868)
- Sonata en mi menor per a violí i piano, Op. 20 (1878)
- 2 Romanzen per a viola o violoncel i piano, Op. 22 (1869)
- 2 Sonatinas per a violí i piano, Op. 28 (1871)

1. en si menor

- Piano Trio No. 2 en sol major, Op. 43 (1878)
- Piano Quartet en mi bemoll major, Op. 44 (1879)
- String Quartet en re major, Op. 45 (publicat el 1915)

Piano

- Grande valse brilliante en mi bemoll major, Op. 4 (1864)
- 2 Klavierstücke, Op. 7 (1864)

1. Impromptu
2. Saltarello

- Große Polonaise en do sostingut menor, Op. 9 (1863)
- Valse-Caprice (1868)
- Romanze und Scherzo, Op. 15 (1870)
- 6 Etüden, Op. 16 (1869)
- 3 Sonatinen (progreßiv), Op. 27 (1871)

1. en Sol Major
2. en Fa Major
3. en do major

- Jugenderinnerungen (Youth Memories) per a piano a 4 mans, Op. 31 (1872)

1. Zum Eingang
2. Guter Laune
3. Frisch durch
4. Beim Feste
5. Walzer
6. Der Spielmann

- 6 Characterstücke, Op. 32 (1872)

1. Romanze
2. Pastorale
3. Menuett
4. Jagdstück
5. Impromptu
6. Trauermarsch

- 4 Albumblätter, Op. 33 (1872)
- Impromptu-Valse, Op. 34 (1872)
- Polonaise, Op. 35 (1874)
- Rondo capriccioso, Op. 36 (1874)
- Gavotte en fa sostingut menor, Op. 47 (1888)
- Idyllen: Tonbilder aus dem Taunus, Op. 48 (1890)

1. Morgenwanderung
2. Unter Rosen
3. Die Mühle
4. In der alten Burg
5. Am Brunhildisfelsen
6. Kleines Intermezzo
7. Zigeuner am Wege
8. Bei Sonnenuntergang

- Tarantella per piano 4-mans, Op. 50 (1892)
- Capriccio en si major, Op. 52 (1896)
- 2 Intermezzi, Op. 53 (1896)

1. Alla Mazur en re bemoll major
2. Intermezzo en re bemoll major

- Introduction und Allegro appassionato, Op. 54 (1896)
- Präludium und Fuge, Op. 55 (1899)
- Gavotte mignonne, Op. 59

Coral

- Hurrah, Germania! per a cor masculí de 4 parts a capella (1870)
- 6 Gesänge per a cor masculí de 4 parts a capella, Op. 56 (1899)

1. Die Grafen von Zollem: „Im Schwabenlande erhebt sich ein Schloß“
2. Die Frauen vom Rhein: „Die Frauen in Deutschland sind minnig fürwahr“
3. Abendsang: „Nun hängt das Schwert bei Seite“
4. Maigruß: „Im Morgenrot die Berge glüh'n“
5. Mosellied: „Weiß ein Fräulein eigner Art“
6. „Als ich dich sah zum ersten Mal“

- Horch, die Vesperhymne klingt: „Horch, wie über's Wasser hallend“ per a cor masculí a capella, Op. 60 (1900)

Vocal

- Vergißmeinnicht per a veu i piano (1959)
- 6 Lieder per a veu i piano, op. 3 (1860)

1. Werden wir wieder zusammenstehn
2. Falguera i no
3. Du bist wie eine Blume; paraules de Heinrich Heine
4. O Hoffnung, süße Himmelsmelodie
5. Klinge, süßer Liebesschall
6. Die Sonn' ist längst zur Ruh' gegangen

- 3 Lieder per a veu i piano, op. 10 (1865)

1. Walburgis
2. In des Waldes Einsamkeit
3. Du Blümlein welk

- 2 Balladen per a alt (o baríton) i piano, op. 11 (1866)

1. Mondwanderung; paraules de Robert Reinick
2. Des Knaben Tod; paraules de Ludwig Uhland

- Das Herz am Rhein (La donzella del Rin) per a veu i piano (1866); paraules de Heinrich Dippel
- Das Mädchen von Kola: "Mädchen von Kola, du schläfst" per a veu i piano, op. 13 (1867)
- 2 Lieder per a soprano (o tenor) i piano, op. 14 (1867); paraules d'Emanuel Geibel

1. "Die stille Wasserrose"
2. Nach Norden: "Vöglein, wohin so schnell?"

- 4 Gesänge per a alt (o baríton) i piano, op. 17 (1870)

1. Curiose Geschichte
2. Die Nacht ist klar
3. Der Eichwald
4. Nachtlied

- 6 Lieder im Volkston per a 2 veus i piano, Op. 19 (1869)

1. Sóc Bache
2. Guten Abend lieber Mondenschein
3. Im tiefen Wald verborgen
4. Der Lenz ist angekommen
5. Es war ein alter König; paraules de Heinrich Heine
6. Grüße

- Des Sängers Abschied per a veu i piano, op. 21 (1869)
- Thränen, Cicle de cançons per a alt (o baríton) i piano, op. 23 (1870); paraules d'Adelbert von Chamisso

1. Was ist's, o Vater!
2. Ich habe, bevor der Morgen
3. Nicht der Thau und nicht der Regen
4. Denke, denke, mein Geliebter
5. Ich hab' ihn im Schalfe zu sehen gemeint
6. Wie so bleich ich geworden bin

- 6 Gesänge per a veu i piano, Op. 26 (1870)

1. Abend im Walde
2. Neig', schöne Knospe; paraules de Friedrich von Bodenstedt després de Mirza Shafi Vazeh
3. Suleika; paraules de Friedrich von Bodenstedt després de Mirza Shafi Vazeh
4. Mein Herz schmückt sich mit dir; paraules de Friedrich von Bodenstedt després de Mirza Shafi Vazeh
5. Liebesklange
6. Gefunden; paraules de Johann Wolfgang von Goethe

- „O lieb, so lang du lieben kannst“ per a baríton (o alt) i piano (1871); paraules de Ferdinand Freiligrath
- "Schwäbisches Liebesliedchen": "Sag", gold'ger Schatz" per a veu i piano (1871)
- Der Äsra: "Täglich ging die schöne Sultanstochter" per a veu i piano, op. 29 (1872); paraules de Heinrich Heine
- 6 Gesänge per a veu mitjana i piano, op. 37 (1874)

1. Stille Sicherheit: „Horch wie still is wird“; paraules de Nikolaus Lenau
2. "Flohen die Wolken im Abendwind"
3. Im Frühling: „Wenn der Apfelbaum blüht“; paraules de Friedrich von Bodenstedt
4. „Unter den Zweigen“; paraules de Paul Heyse
5. Klage eines Mädchens: „O Blätter, dürre Blätter“; paraules de Ludwig Pfau
6. „Es war im Dorfe Hochzeit“; paraules de Friedrich von Bodenstedt

- 4 Duetten per a 2 veus femenines i piano, Op. 38 (1874)

1. Nächtlich: „Der Mond umfluthet und umflicht“; paraules de Ernst, Baron von Feuchtersleben
2. Da Drüben: „Da drüben überm Walde“; paraules de Julius Mosen
3. Herbstlied: „Der Himmel ist grau umzogen“; paraules de Friedrich von Bodenstedt
4. Juchhe!: „Wie ist doch die Erde so schön“; paraules de Robert Reinick

- 2 ländliche Lieder per a veu i piano, op. 39 (1878); paraules d'Emanuel Geibel

1. Frühling: "Und wenn die Primel schneeweiß blckt"
2. Hivern: "Nun weht auf der Haide"

- 5 Lieder per a veu i piano, op. 40 (1878)

1. „Mir träumte einst ein schöner Traum“; paraules de Friedrich von Bodenstedt
2. Schlaflied: "Schlaf ein, mein Kind"
3. "Ich singe dich, liebliches Mädchen, du"
4. Ein Tanz im Gebirge: „Juchhe! així que Schall's den Berg hinauf"
5. "Alles aufersteht uns wieder"

- 6 Lieder per a veu i piano, op. 41 (1878)

1. "Dem Bache entlang"
2. "Sovint pecat i més bé"
3. "Mein Herz thu' dich auf"
4. Ständchen: "Komm in die stille Nacht"
5. Neuer Frühling: „Neuer Frühling ist gekommen“
6. „Treibt der Sommer seinen Rosen“; paraules de Karl Wilhelm Osterwald

- 2 Mosellieder per a veu i piano, op. 58 (1899)

1. Moselweinlied: "Vom Rhein hin bis zum heil'gen Trier"
2. Moselweintrinklied: "Ich hab' getrunken manchen Wein"

- 4 Lieder per a veu i piano, op. 61 (1900)

1. "Es ist ein Schnee gefallen"
2. „Zum grünen Hain im Abendschein“
3. Der Leuchtkäfer: „Bei Tage, als im Sonnenlicht“
4. "So fern ist des Liebsten ruhmvolles Grab"

- Mein Moselland: "Du meine Wiege, o Moselland" per a veu i piano, op. 62 (1899)
- Herzenstausch: "Du sagst, mein liebes Mütterlein" per a veu i piano (1900)
- 6 Gedichte per a veu i piano, op. 65 (1900)

1. Liebe: "Was ist das nur in meiner Brust"
2. "Verschließ, was dich bewegt"
3. Gefunden: "Wie lange ich gesucht dich hab'"

- #Així que geht's: "Du gabst mir einmal eine Rose"
- #Was ich liebe?: "Ein stets blauer Himmel wäre nicht schön"
- #Encara!: "Encara, encara! Wein' nicht so heiß"